# Frank Spellman
Frank Spellman (Malvern, Pennsylvania, 1922. szeptember 17. – 2017. január 12.) olimpiai bajnok amerikai súlyemelő.

## Pályafutása
Az 1946-os párizsi világbajnokságon bronz-, a következő évi philadelphiai vb-n ezüstérmet szerzett. 1948-ban a londoni olimpián váltósúlyban aranyérmet nyert. 1950-ben a Maccabi Játékokon is győzni tudott. 1983-ban az International Jewish Sports Hall of Fame tagjává választották.

## Sikerei, díjai
- Olimpiai játékok
  - aranyérmes: 1948, London
- Világbajnokság
  - ezüstérmes: 1947, Philadelphia
  - bronzérmes: 1946, Párizs
- Maccabi Játékok
  - aranyérmes: 1950, Izrael